# Varol Ürkmez
Varol Ürkmez (Adapazarı, 1937. január 1. – Isztambul, 2021. január 29.) válogatott török labdarúgó, kapus, színész.

## Pályafutása

### Klubcsapatban
1950 és 1954 között a Selimiye, a Sultantepe és a Beşiktaş korosztályos csapataiban kezdte a labdarúgást. 1954-ben mutatkozott be a Beşiktaş első csapatában, ahol 1960-ig játszott és egy török bajnoki címet és két kupagyőzelmet ért el az együttessel. 1960 és 1968 között az Altay játékosa volt, ahol egy kupagyőzelmet ért el a csapattal. 1968 és 1971 között a Galatasaray együttesében védett és tagja volt az 1968–69-es bajnokcsapatnak. Az 1970–71-es idényben kölcsönben a másodosztályú Manisaspor kapusa volt. 1971–72-ben a szintén másodosztályú Gençlerbirliği, 1972–73-ban ismét a Manisaspor labdarúgója volt.

### A válogatottban
1954–55-ben hét alkalommal szerepelt a török ifjúsági válogatottban. 1958 és 1965 között négy alkalommal szerepelt a török A-válogatottban. 1958. december 18-án Isztambulban, a csehszlovák válogatott ellen egy barátságos mérkőzésen mutatkozott be az A-válogatottban. A találkozó 1–0-s török győzelemmel ért véget. Utolsó hivatalos szereplése a török válogatottban 1965. október 9-én Isztambulban a csehszlovák válogatott elleni világbajnoki-selejtező-mérkőzés volt, ahol 6–0-s vendég győzelem született.

## Színészként
Az éjszakai élet és a bulvársajtóban való megjelenése révén számos filmes alkotót ismert meg. 1963-ben Sırrı Gültekin rendezőtől főszerepet kapott az 1963-as Kavgasız Yaşayalım című filmben. 1963 és 1974 között összesen öt filmben szerepelt.

## Sikerei, díjai
Beşiktaş
- Török bajnokság
  - bajnok: 1959–60
- Török kupa
  - győztes (2): 1957, 1958

 Altay
- Török kupa
  - győztes: 1967

 Galatasaray
- Török bajnokság
  - bajnok: 1968–69

## Statisztika

### Klubpályafutás
| Csapat         | Ország      | Bajnokság | Idény    | Mérk. | Gól |
| -------------- | ----------- | --------- | -------- | ----- | --- |
| Beşiktaş       | Törökország | 1. Lig    | 1954–55  | 5     | 0   |
| Beşiktaş       | Törökország | 1. Lig    | 1955–56  | 7     | 0   |
| Beşiktaş       | Törökország | 1. Lig    | 1956–57  | 16    | 0   |
| Beşiktaş       | Törökország | 1. Lig    | 1957–58  | 16    | 0   |
| Beşiktaş       | Törökország | 1. Lig    | 1958–59  | 17    | 0   |
| Beşiktaş       | Törökország | 1. Lig    | 1959     | 6     | 0   |
| Beşiktaş       | Törökország | 1. Lig    | 1959–60  | 5     | 0   |
| Altay          | Törökország | 1. Lig    | 1960–61  | 35    | 0   |
| Altay          | Törökország | 1. Lig    | 1961–62  | 38    | 0   |
| Altay          | Törökország | 1. Lig    | 1962–63  | 38    | 0   |
| Altay          | Törökország | 1. Lig    | 1963–64  | 34    | 0   |
| Altay          | Törökország | 1. Lig    | 1964–65  | 27    | 0   |
| Altay          | Törökország | 1. Lig    | 1965–66  | 29    | 0   |
| Altay          | Törökország | 1. Lig    | 1966–67  | 28    | 0   |
| Altay          | Törökország | 1. Lig    | 1967–68  | 27    | 0   |
| Galatasaray    | Törökország | 1. Lig    | 1968–69  | 4     | 0   |
| Galatasaray    | Törökország | 1. Lig    | 1969–70  | 1     | 0   |
| → Manisaspor   | Törökország | 2. Lig    | 1970–71  | 14    | 0   |
| Gençlerbirliği | Törökország | 2. Lig    | 1971–72  | 10    | 0   |
| Manisaspor     | Törökország | 2. Lig    | 1972–73  | 3     | 0   |
| Összesen       | Összesen    | Összesen  | Összesen | 360   | 0   |

### Mérkőzései a török válogatottban
| Törökország | Törökország        | Törökország                       | Törökország | Törökország | Törökország   | Törökország  | Törökország | Törökország |
| #           | Dátum              | Helyszín                          | Hazai       | Eredmény    | Vendég        | Kiírás       | Gólok       | Esemény     |
| ----------- | ------------------ | --------------------------------- | ----------- | ----------- | ------------- | ------------ | ----------- | ----------- |
| 1.          | 1958. december 18. | Isztambul, Mithat Paşa Stadion    | Törökország | 1 – 0       | Csehszlovákia | barátságos   | -           |             |
| 2.          | 1964. december 20. | Isztambul, Ali Sami Yen Stadion   | Törökország | 0 – 0       | Bulgária      | barátságos   | -           | 55'         |
| 3.          | 1965. január 24.   | Oeiras, Estádio Nacional do Jamor | Portugália  | 5 – 1       | Törökország   | vb-selejtező | -           |             |
| 4.          | 1965. október 9.   | Isztambul, Ali Sami Yen Stadion   | Törökország | 0 – 6       | Csehszlovákia | vb-selejtező | -           |             |
|             | Összesen           |                                   |             | 4           | mérkőzés      |              | 0           | gól         |

## Filmográfia
- Kavgasız Yaşayalım (1963)
- Tavan Arası (1965)
- Aklın Durur (1965)
- Şekerli misin Vay Vay (1965)
- Şiribim Şiribom (1974)